# Estudiantes de Olavarría
L'Estudiantes de Olavarría est un club argentin de basket-ball évoluant en Liga B, soit la 3e division du championnat argentin. Le club est basé dans la ville de Olavarría.

## Palmarès
- Vainqueur de la Liga Sudamericana : 2001
- Champion d'Argentine : 2000, 2001

## Joueurs marquants du club
- Gabriel Fernández